# Imbersago
Imbersago är en ort och kommun i provinsen Lecco i regionen Lombardiet i Italien. Kommunen hade 2 485 invånare (2018).